# Alloperla voinae
Alloperla voinae är en bäcksländeart som beskrevs av William Edwin Ricker 1947. Alloperla voinae ingår i släktet Alloperla och familjen blekbäcksländor. Inga underarter finns listade i Catalogue of Life.